# دوغلاس ليما
دوغلاس ليما (بالبرتغالية: Douglas Lima) هو فنان قتال مختلط برازيلي، ولد في 5 يناير 1988 في غويانيا في البرازيل.

## وصلات خارجية
- دوغلاس ليما على موقع بيلاتور (الإنجليزية)
- دوغلاس ليما على موقع شيردوغ (الإنجليزية)
- دوغلاس ليما على موقع Tapology.com (الإنجليزية)
- دوغلاس ليما على موقع IMDb (الإنجليزية)